# Logaeus subopacus
Logaeus subopacus is een keversoort uit de familie boktorren (Cerambycidae). De wetenschappelijke naam van de soort werd in 1881 gepubliceerd door Charles Owen Waterhouse.